# Niki Bakogianni
Niki Bakogianni, auch Bakoyianni (griechisch Νίκη Μπακογιάννη, * 9. Juni 1968 in Lamia), ist eine ehemalige griechische Hochspringerin.
Bakogianni war eine der Fackelträgerinnen bei den Olympischen Spielen in Athen und entzündete als Läuferin die Flamme auf der Akropolis, bevor diese am nächsten Tag ins Olympiastadion getragen wurde.

## Erfolge
Die 1,71 m große Athletin war bereits 1985 erstmals Griechische Meisterin und verbesserte in diesem Jahr den Landesrekord auf 1,85 Meter. 1986 wurde sie mit 1,83 Meter Fünfte bei den Juniorenweltmeisterschaften in Athen. Bei den Halleneuropameisterschaften 1989 in Den Haag wurde sie mit 1,84 Meter Fünfte. Diesen Platz erreichte sie mit 1,88 Meter auch bei den Halleneuropameisterschaften 1992 in Genua. 1996 gewann sie bei den Halleneuropameisterschaften in Stockholm mit 1,96 Meter die Silbermedaille hinter Alina Astafei mit 1,98 Meter.
Bei den Olympischen Sommerspielen in Atlanta am 3. August 1996 waren bei 2,01 Meter noch drei Springerinnen im Wettbewerb. Die Bulgarin Stefka Kostadinowa und die Ukrainerin Inha Babakowa hatten noch keinen einzigen Fehlversuch, während sich Niki Bakogianni mit drei Fehlversuchen über eine Medaille freuen konnte. Kostadinowa sprang auch die 2,03 Meter im ersten Versuch, Babakowa riss dreimal, während Bakogianni im letzten Versuch auch die 2,03 Meter überwand. 2,05 Meter übersprang Kostadinowa im zweiten Versuch, Bakogianni scheiterte dreimal, hatte aber völlig überraschend olympisches Silber gewonnen. Zwei Jahre später belegte sie bei den Europameisterschaften in Budapest mit 1,89 Meter noch einmal den neunten Platz.
Insgesamt sprang Bakogianni von 1985 bis 1996 13 griechische Landesrekorde. Ihre persönliche Bestleistung von 2,03 Meter ist bis heute griechischer Rekord. Bei den Griechischen Landesmeisterschaften gewann sie 1985, 1987–1989, 1991–1993, 1995, 1996 und 1998.